# Kakmuž
Kakmuž je naseljeno mjesto u sastavu općine Bosansko Petrovo Selo, Republika Srpska, BiH.

## Geografski položaj
Selo Kakmuž se prostire s lijeve strane rijeke Spreče, u podnožju planine Ozren. Na jugozapadu od naselja je uzvišenje Volujak (489 m), a kroz selo protiče i manji rječni tok, Kamenička rijeka, pritoka rijeke Spreče. Nadmorska visina sela je od 150 do 489 metara.
Selo Kakmuž graniči se s tri sela u općini: Petrovo, Sočkovac i Kaluđerica. Preko rijeke Spreče je općina Gračanica koja pripada Federaciji BiH.
Površina seoskog atara je 28,4 km2. Kao i ostala ozrenska sela sastoji se iz donjeg, ravnijeg dijela u dolini Spreče i gornjeg u brdima. Samo naselje je spontanog tipa i skoncentrirano je na prelazu ravničarskog u brdsko-planinsko područje. Sačinjavaju ga sljedeći zaseoci: Pjeskulje, Aluge, Potočani, Stublić, Bare, Volujak, Sredina, Ivanovići, Mekiljica, Međaš, Lugovi i Slatina.

## Povijest
Kakmuž se do rata nalazio u sastavu općine Gračanica.

## Stanovništvo
| Kakmuž             |                |                |                |
| godina popisa      | 1991.          | 1981.          | 1971.          |
| Srbi               | 2.252 (93,91%) | 2.082 (93,86%) | 1.995 (98,76%) |
| Hrvati             | 8 (0,33%)      | 7 (0,31%)      | 2 (0,09%)      |
| Muslimani          | 4 (0,16%)      | 25 (1,12%)     | 18 (0,89%)     |
| Jugoslaveni        | 42 (1,75%)     | 77 (3,47%)     | 1 (0,04%)      |
| ostali i nepoznato | 92 (3,83%)     | 27 (1,21%)     | 4 (0,19%)      |
| ukupno             | 2.398          | 2.218          | 2.020          |